# Agroneum
Das Agroneum Alt Schwerin ist ein agrarhistorisches Freilichtmuseum im Landkreis Mecklenburgische Seenplatte. Es veranschaulicht die Guts- und Landwirtschaftsgeschichte Mecklenburgs von 1848 bis heute. Gegründet 1963 unter dem Namen Agrarmuseum Alt Schwerin, erhielt es 2012 nach umfangreichen Umbauten und einer Imagekampagne den heutigen Namen „Agroneum Alt Schwerin“.

## Konzept
Bei der Gründung des Agroneums wurde 1963 das ganze Dorf Alt Schwerin miteinbezogen. In dem ehemaligen Gutsdorf sind bis heute Teile der alten Gutshofs erhalten, dazu gehören das Herrenhaus (heute ein Seniorenheim) mit einem Park im englischen Stil, das Verwalterhaus (heute Wohnhaus und Kita), Wirtschafts- und Stallgebäude. Ebenfalls erhalten sind Wohngebäude für Bauern und Tagelöhner: eine Schnitterkaserne von 1904 sowie Landarbeiterkaten (Steinkaten), die um 1870 erbaut wurden.
Bei der Museumsgründung am 30. Juni 1963 entschied man sich für ein dezentrales Freilichtmuseum mitten im Dorf. Für die Anlage wurden im Laufe der Zeit verschiedene Bauten in anderen Orten abgetragen und auf dem Freigelände wieder aufgebaut, z. B. eine Dorfschmiede aus Marxhagen, eine Reifenschmiede aus Herzfelde (Uckermark), eine Windmühle (Erdholländer) aus Jarmen oder die Wittenbornkate aus Wittenborn (Kreis Pasewalk).
Das Agroneum besitzt eine umfangreiche Sammlung von agrarhistorischen Arbeitsgeräten und -maschinen, Möbeln, Schul- und Unterrichtsmaterialien, Alltagsgegenständen und vielem mehr. Eine Besonderheit ist die original erhaltene DDR-Ausstellung „5000 Jahre Landwirtschaft in Mecklenburg“ von 1988 in der Schnitterkaserne. Sie wurde als „Museum im Museum“ erhalten und gibt einen guten Einblick in die gesellschaftliche und politische Situation Ende der achtziger Jahre in der DDR. 1981 diente das Agroneum als Kulisse und Drehort für eine Dokumentation des ZDF, welche auf das Leben der Landbevölkerung und den Stand der landwirtschaftlichen Entwicklung der DDR einging.
Das Museum stellt etwa 15 Motorräder, 10 Mopeds, 20 Fahrräder, 4 Autos, 5 Lkw und Busse, 30 Motoren und 30 Traktoren aus.
Das Agroneum organisiert regelmäßig Veranstaltungen, dazu gehören das Internationale Dampftreffen (alle zwei Jahre) sowie das Oldtimer- und Traktorentreffen (jährlich) in Alt Schwerin.

## Ausstellungshighlights

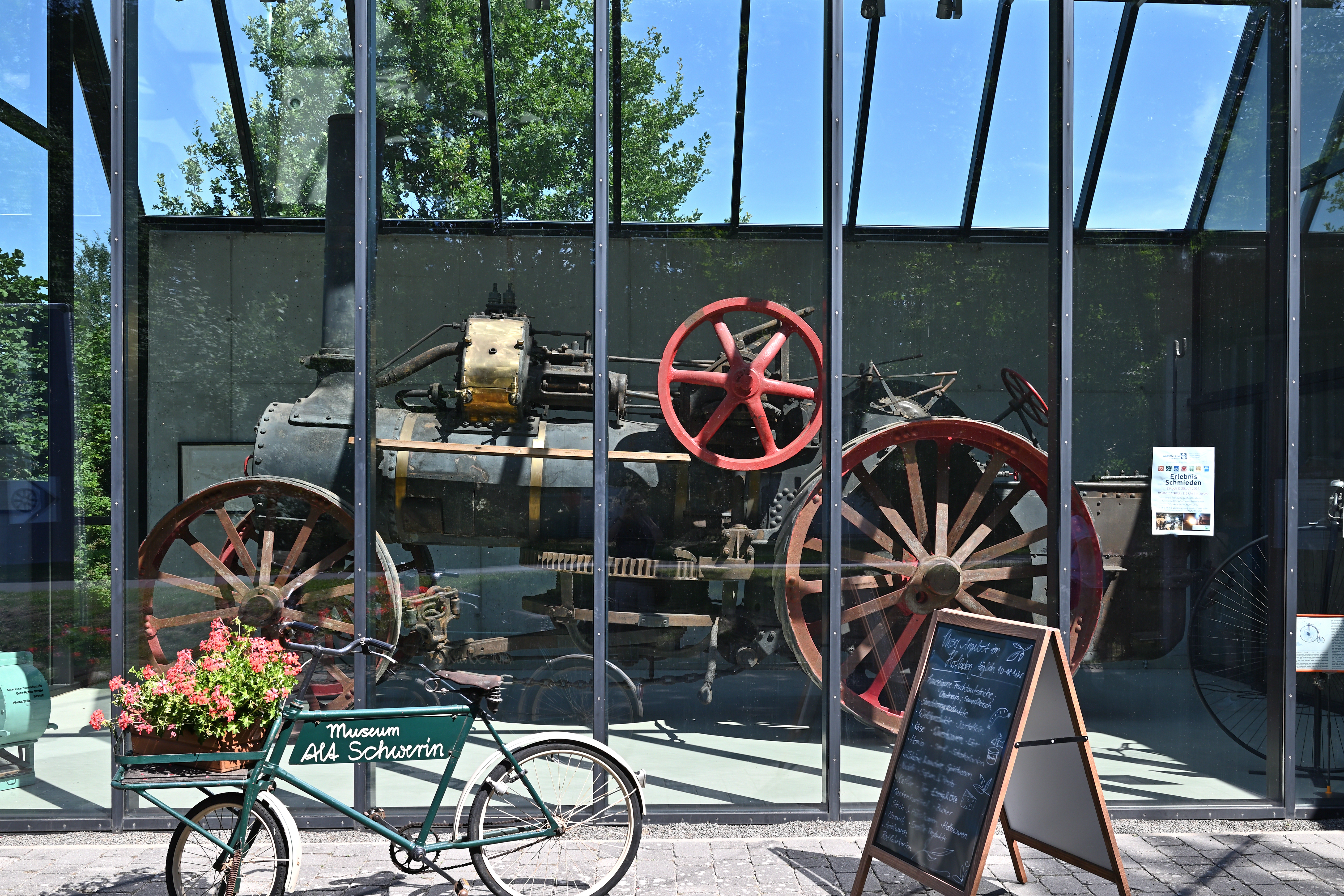
Dampfpflug-Lokomobile Fabriknummer 425, Firma A. Heuke Gatersleben 1915

- Neobarockes Gutstor des Gutes VollratsruheDampfpflug-Lokomobile Fabriknummer 425, Firma A. Heuke Gatersleben 1915Wittenbornkate (Tagelöhnerkate aus Wittenborn, um 1800 erbaut, seit 1965 in Alt Schwerin), die Einrichtung zeigt die Wohnsituation einer Tagelöhnerfamilie um 1870

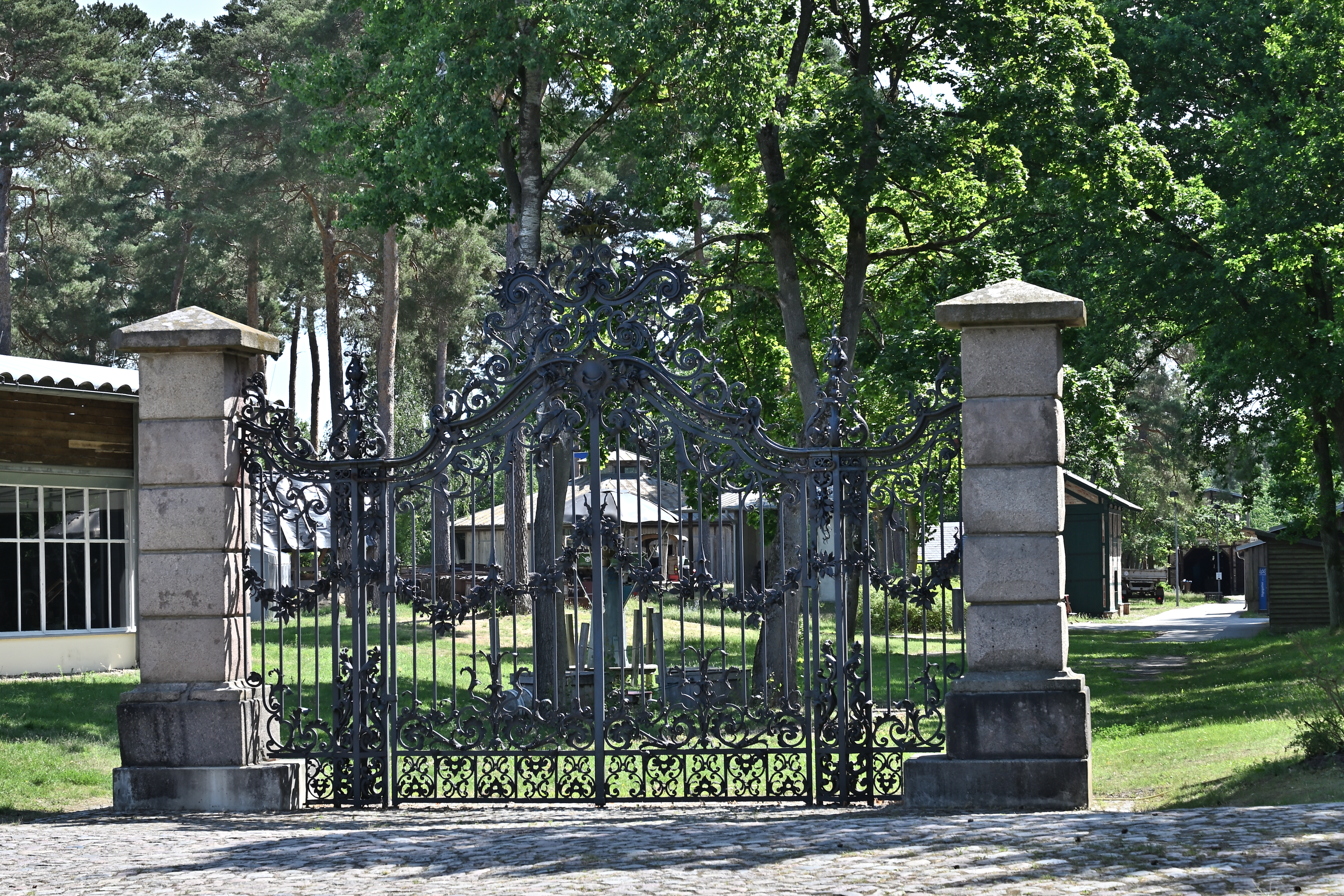
Neobarockes Gutstor des Gutes Vollratsruhe

- Landarbeiterkate (Steinkate, um 1870, mit 50 m Länge eine der Längsten in Mecklenburg-Vorpommern), in der Steinkate werden verschiedene Wohnsituationen dargestellt:
  - Landarbeiterwohnung um 1910
  - Landarbeiterwohnung um 1942
  - Wohnung eines Genossenschaftsbauern von 1965 (die Wohnung ist original von der letzten darin lebenden Familie erhalten, das Museum hat Wohnung samt Einrichtung 1970 gekauft)
- Neubauernhaus (um 1949)
- ritterschaftliche einklassige Dorfschule (um 1910)
- verschiedene Museumsgärten, von denen einer seit 2014 die Schaugartenplakette „NATUR im GARTEN“ trägt
- zwei Steinbacköfen
- Oldtimer- und Traktorensammlung, z. B. ein 12 PS Lanz-Bulldog Bj. 1923
- Dampftechnik, z. B. ein MAN Dampftraktor
- Flugzeughalle mit zwei Agrarfliegern
- Gutstor Vollratsruhe – Das Haupttor des Gutes Vollrathsruhe gilt als Meisterwerk der Schmiedekunst. Das 1890 im Stil des Neobarock entworfene Tor erhielt 1893 als Modell auf der Weltausstellung in Chicago einen Sonderpreis. Es wurde 1893 in der Werkstatt Armbrüster in Vollratsruhe gefertigt. Seit 1964 befand sich das Tor vor dem Gutshaus Alt Schwerin. 2012 wurde es auf das Museumsfreigelände des  Agroneums umgesetzt.

## Bildergalerie

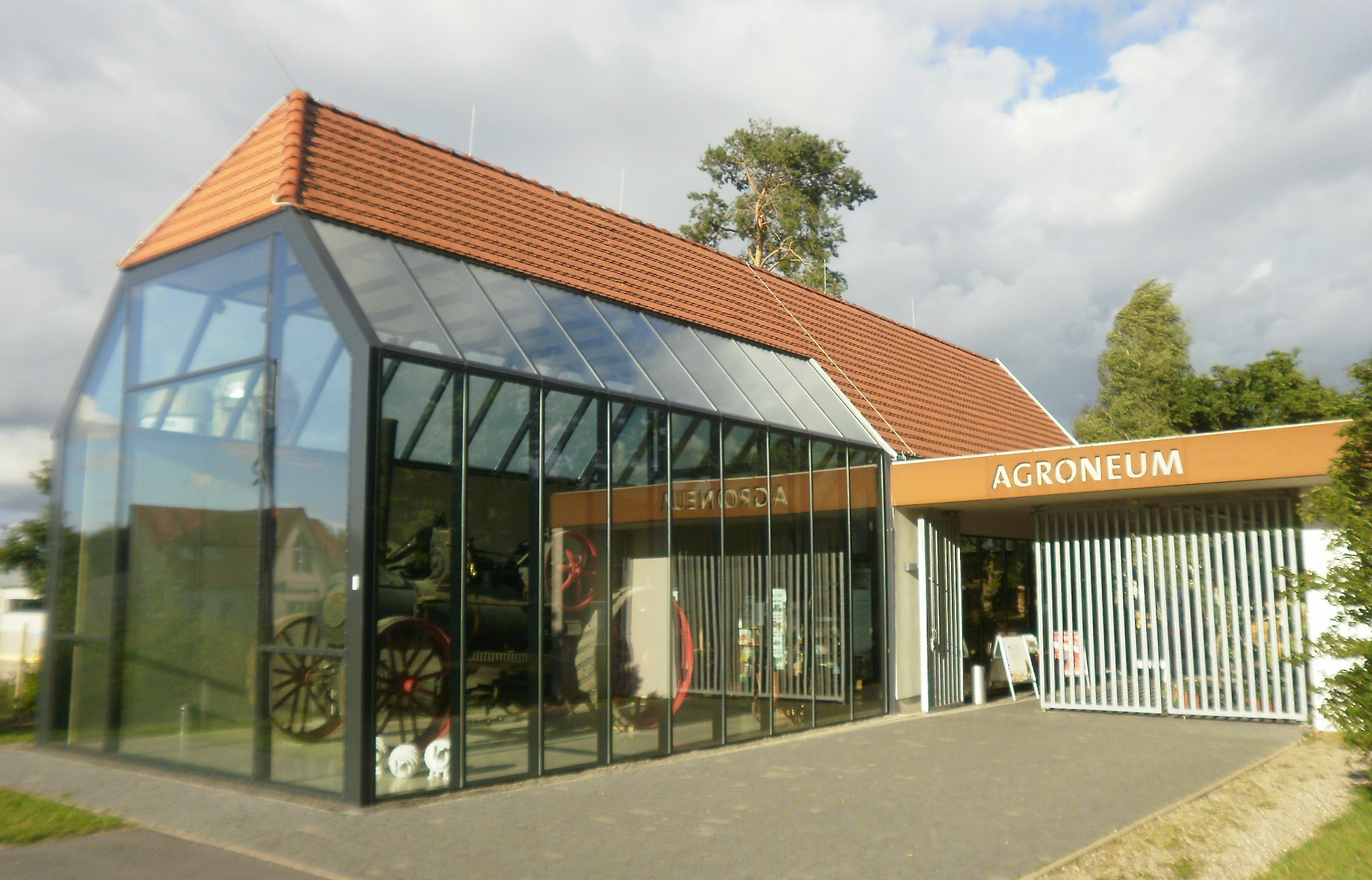
Hauptgebäude mit Eingang zum Freigelände des Agroneums
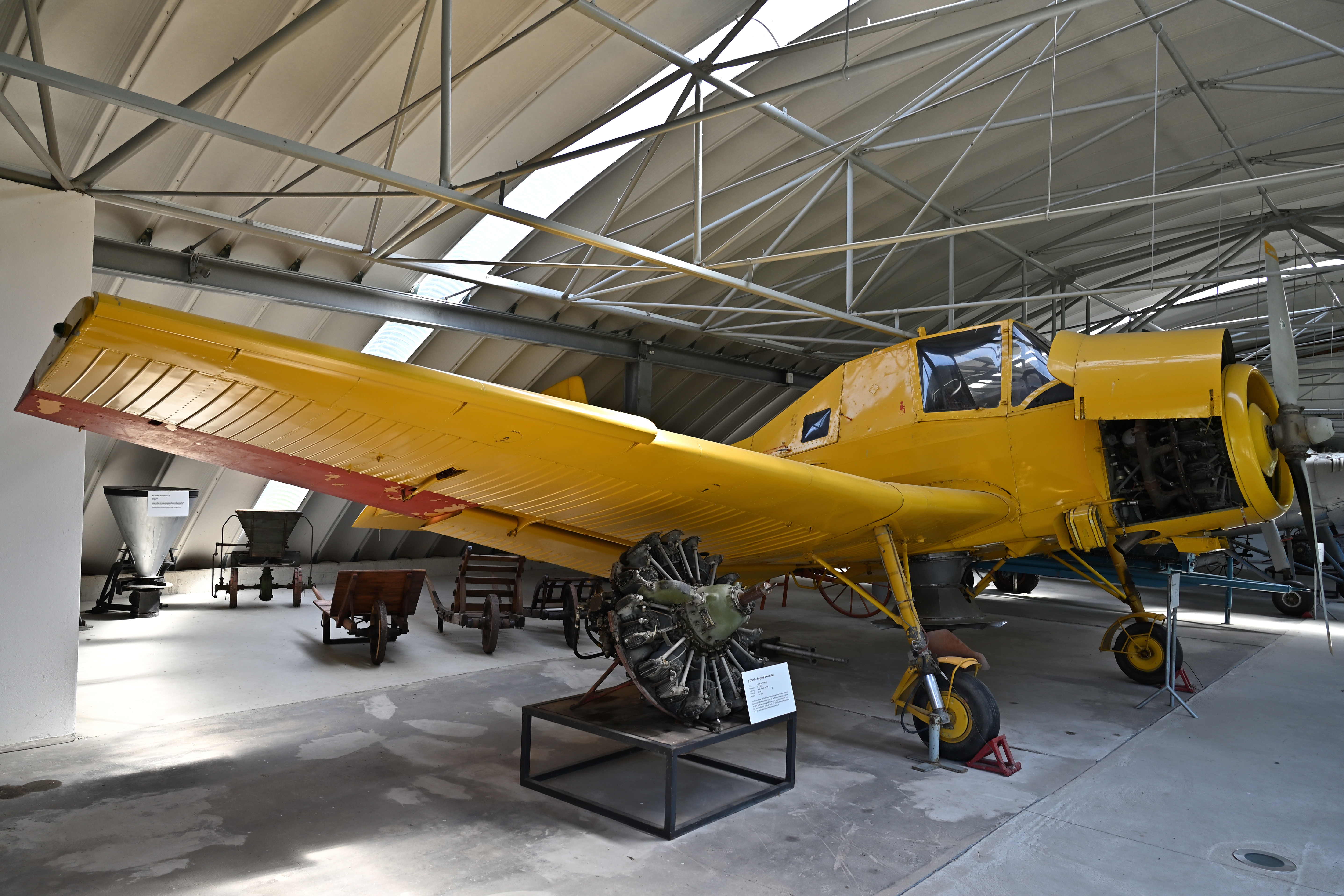
Agrarflugzeug Let Z-37 Čmelák (Hummel)
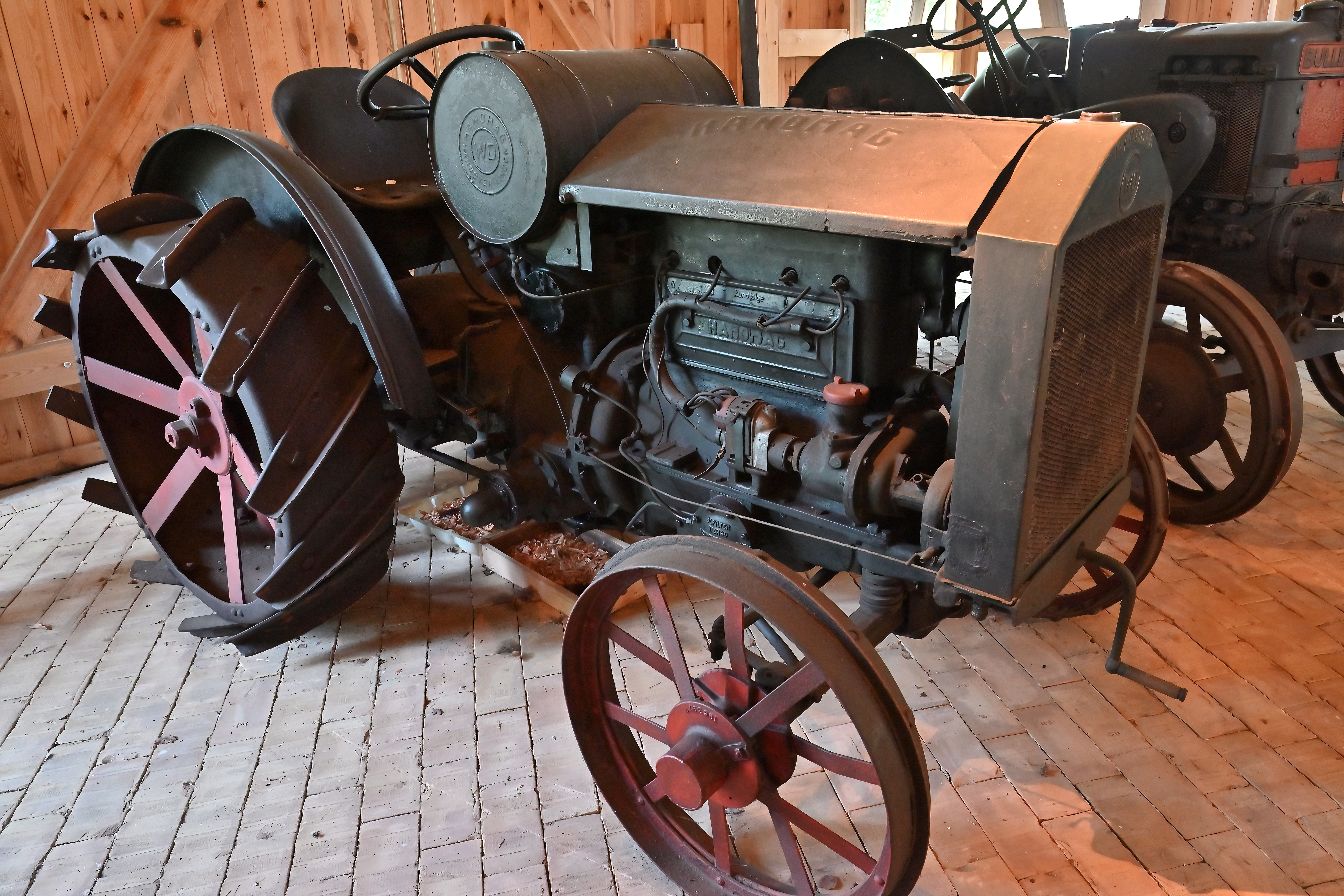
Hanomag WD-Radschlepper, WD 28/32
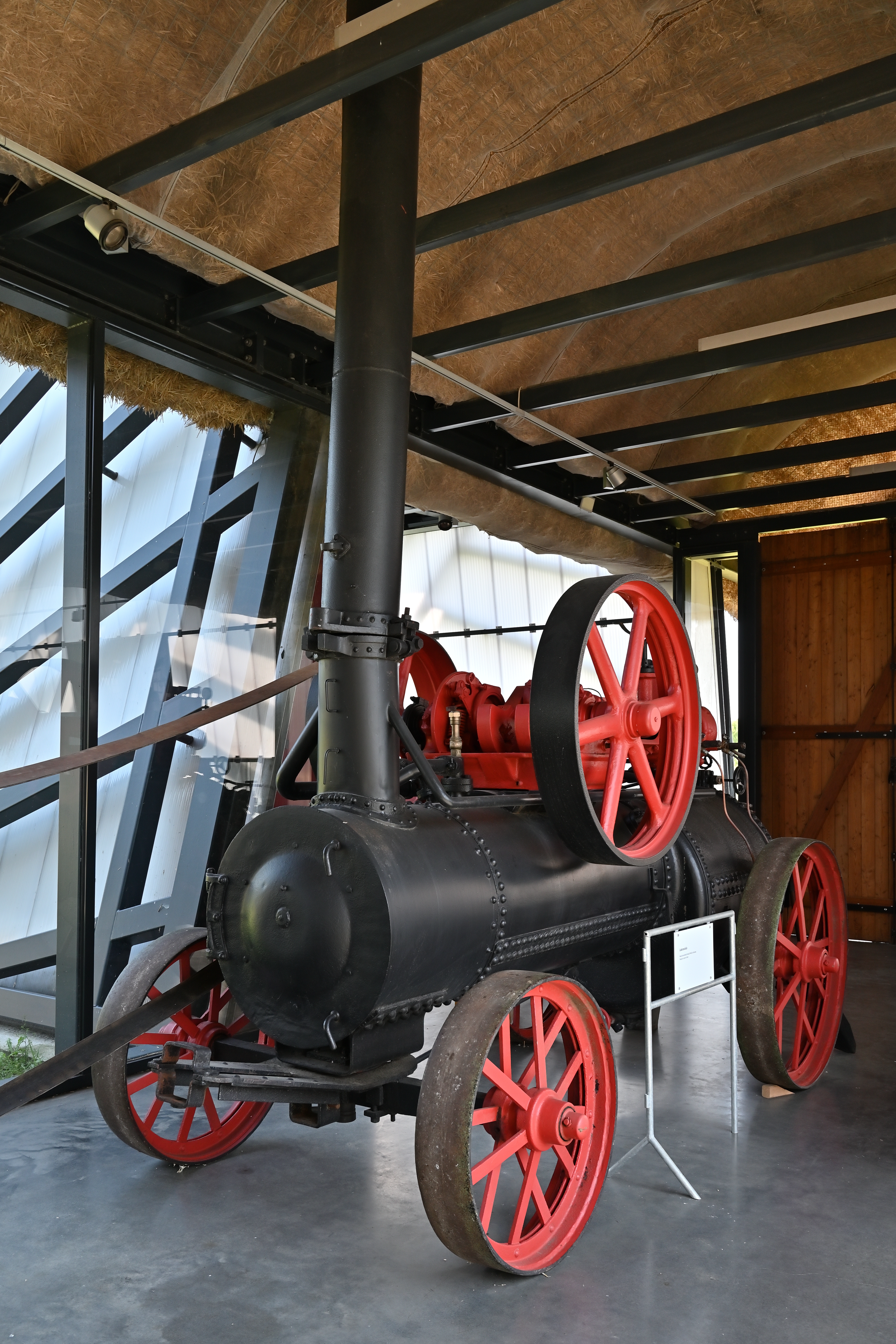
Lokomobile, Maschinenfabrik Rudolf Wolf, Buckau 1920er Jahre
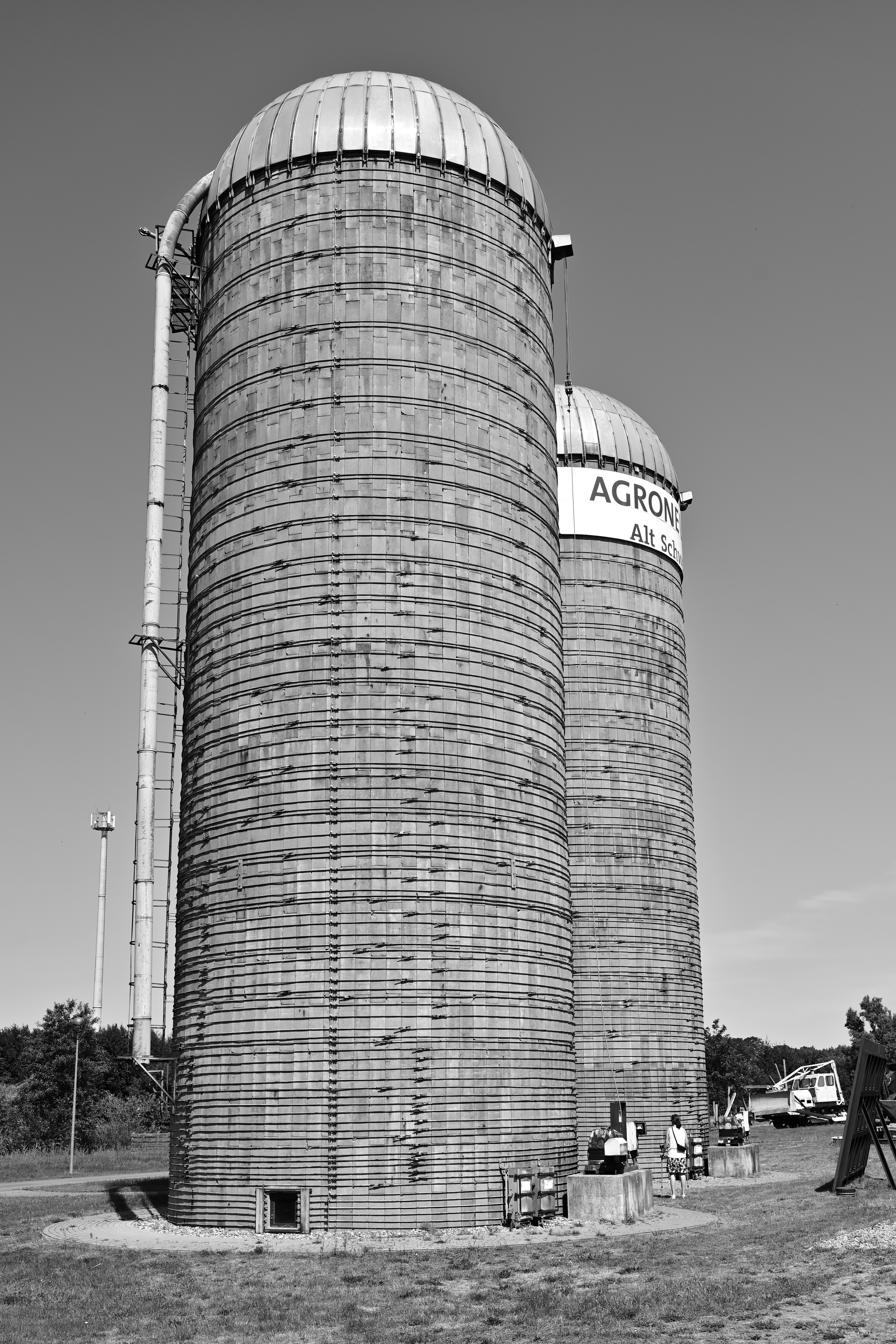
Hochsilo
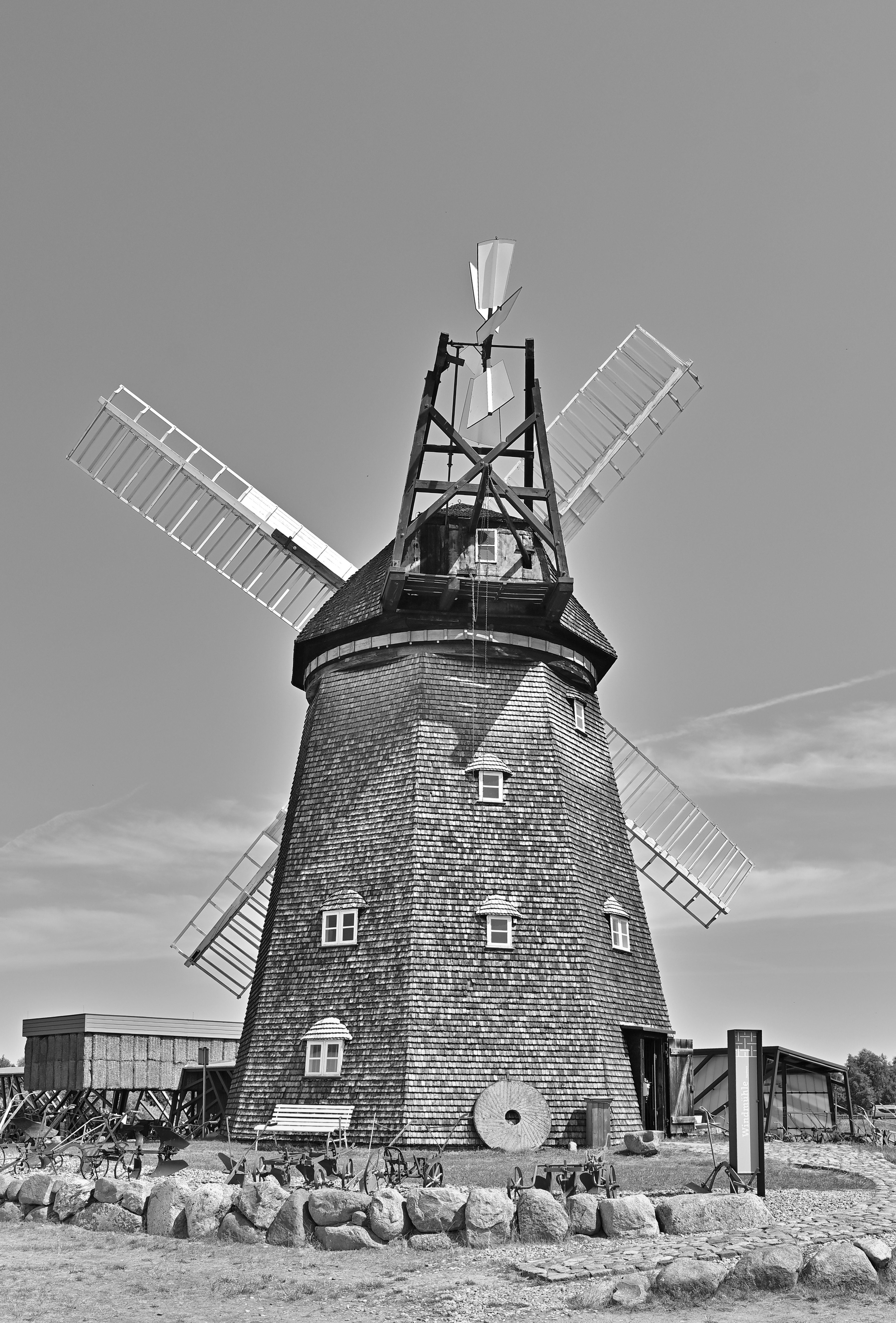
Erdholländerwindmühle
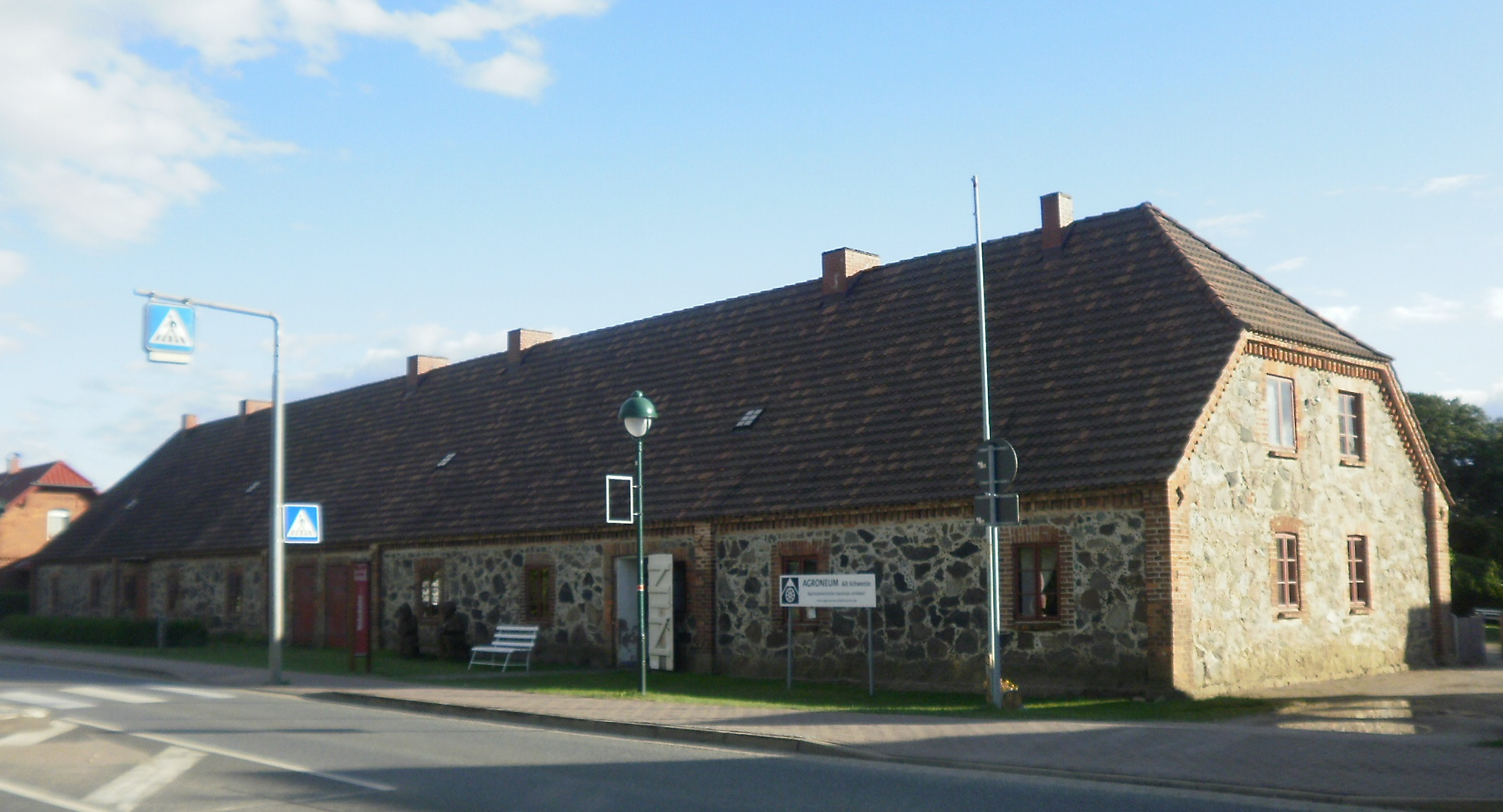
Steinkaten
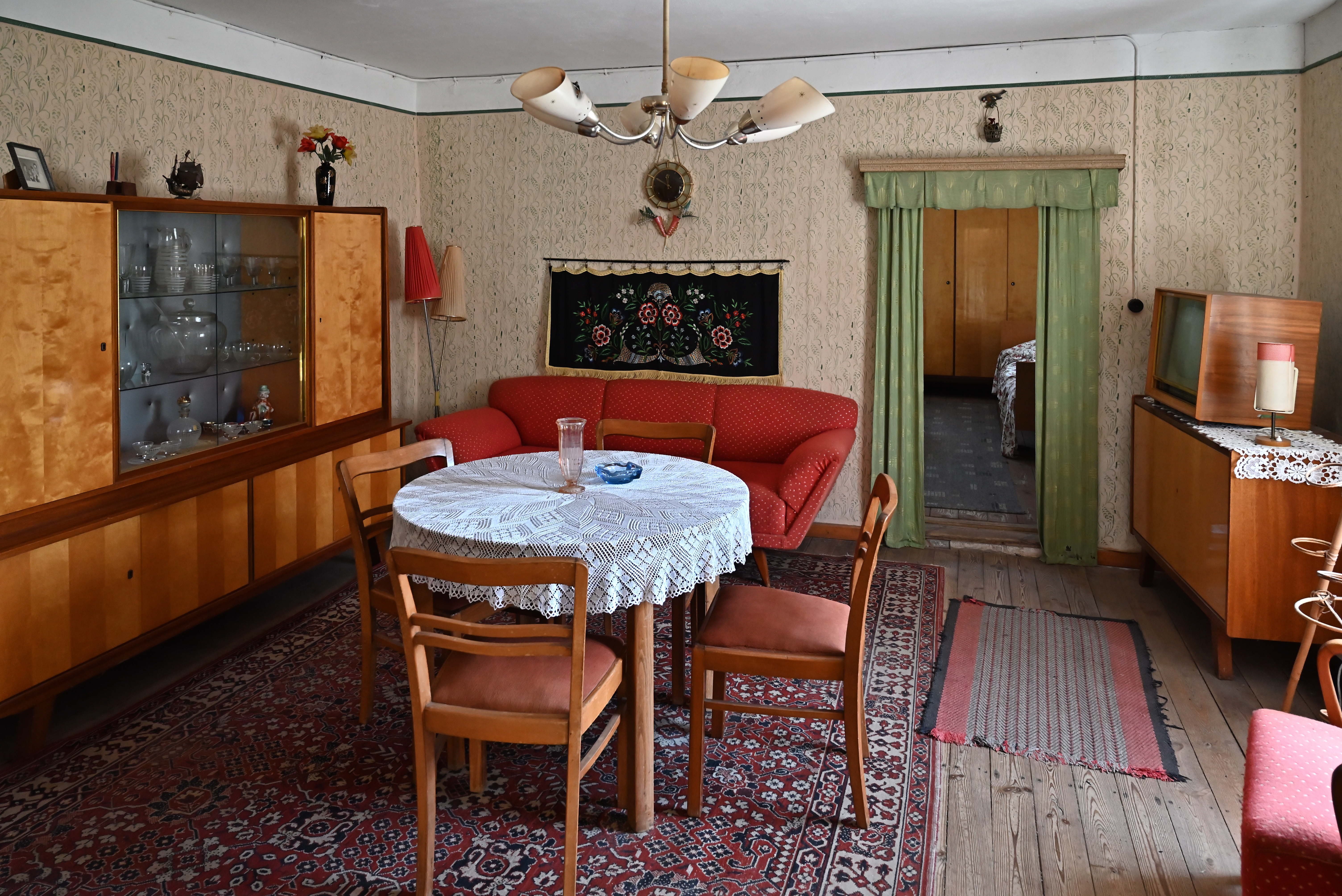
Wohnung der LPG-Bauernfamile Alfred und Helga Greve im Originalzustand (1960er Jahre)
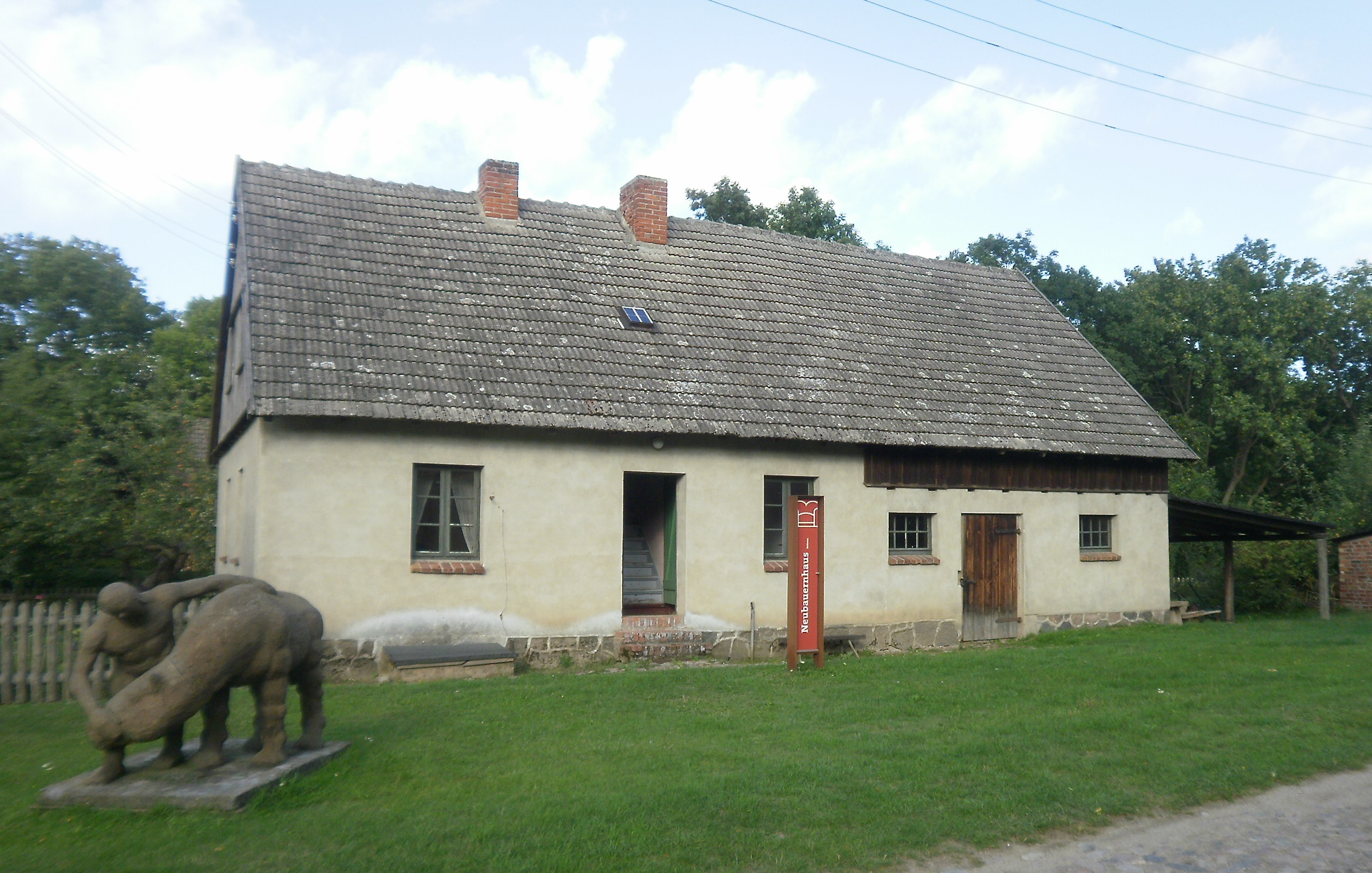
Neubauernhaus
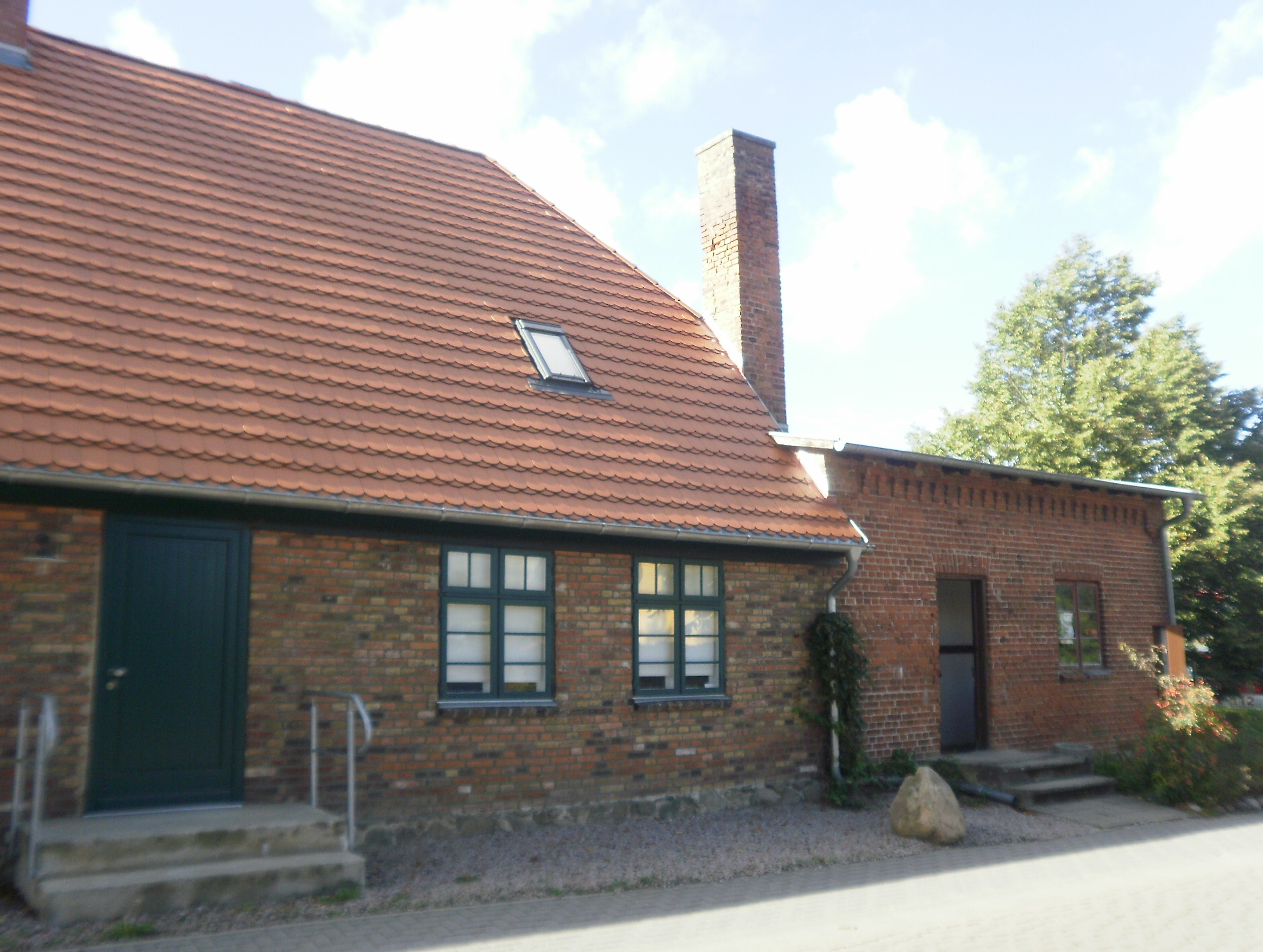
Einklassige Dorfschule
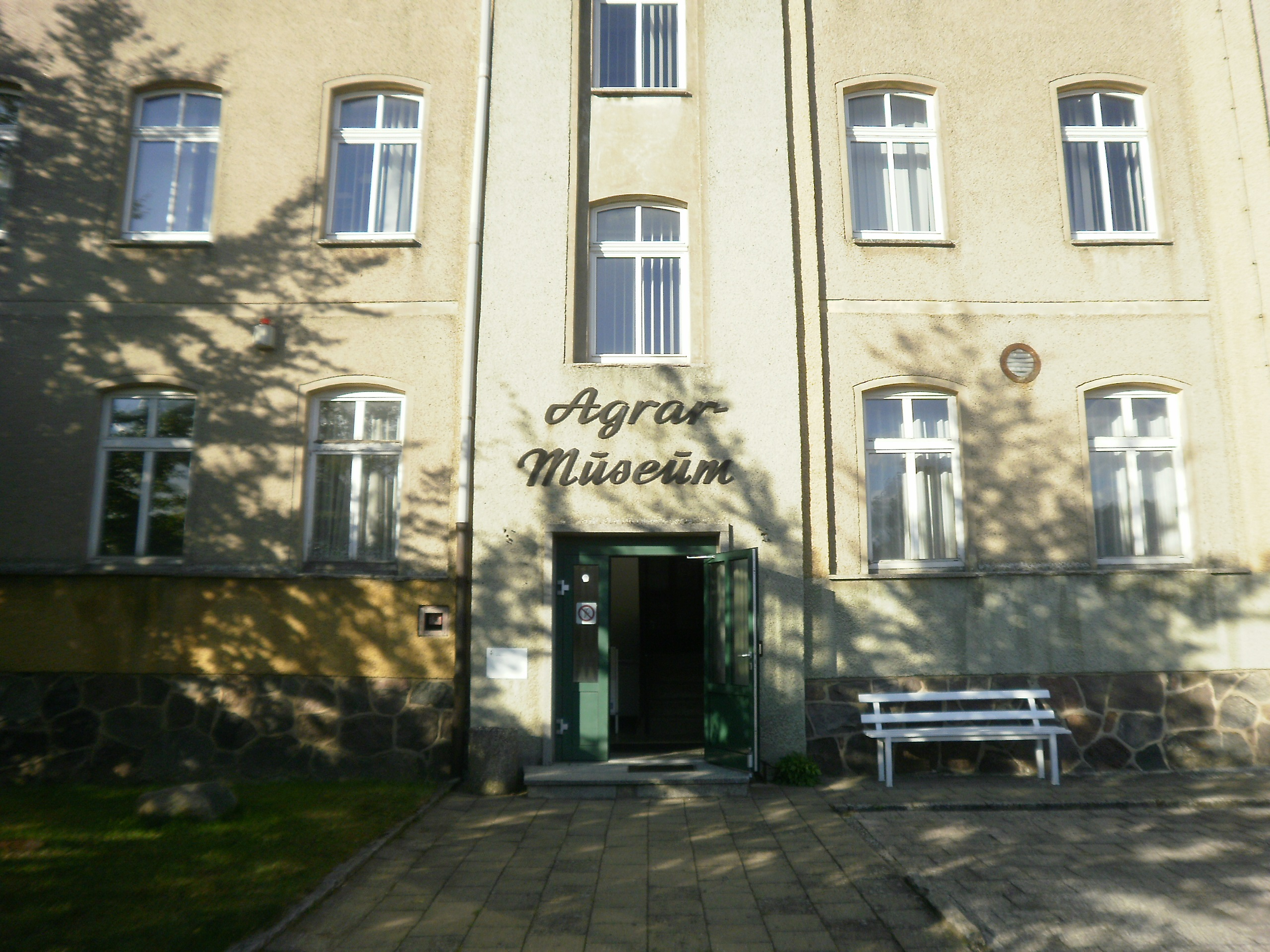
Eingang zur Schnitterkaserne

## Öffnungszeiten
- April bis Oktober, täglich 10 bis 18 Uhr
- November bis März, nur auf Anfrage

## Trägerschaft
Das Agroneum wechselte in den letzten Jahren mehrmals seine Trägerschaft. Nach der Wende war das Museum anfangs dem ehemaligen Landkreis Müritz und später dem Landkreis Mecklenburgische Seenplatte untergeordnet. Seit dem 1. Juli 2015 gehört das Agroneum zur neu gegründeten Wirtschaftsförderung Mecklenburgische Seenplatte GmbH (WMSE). Der WMSE, deren Geschäftsführerin Sabine Lauffer ist, sind ebenso das Heinrich-Schliemann-Museum in Ankershagen und das 3 Königinnen Palais in Mirow untergeordnet.

## Förderverein
1995 wurde der gemeinnützige Verein „Förderer und Freunde des Agrarhistorisches Museums Alt Schwerin e.V.“ gegründet. 2014 erfolgte die Umbenennung zu „Förderer und Freunde des AGRONEUMS Alt Schwerin e.V.“